# Mühlenteich (Bünzen)
Der Mühlenteich ist ein Teich im Kreis Rendsburg-Eckernförde im deutschen Bundesland Schleswig-Holstein. Er befindet sich in Aukrug-Bünzen neben der Bünzer Wassermühle und ist ca. 0,3 ha groß. Er ist ein eingetragenes Kulturdenkmal in der Denkmalliste des Landes Schleswig-Holstein.